# Coenonycha mediata
Coenonycha mediata är en skalbaggsart som beskrevs av Mont A. Cazier 1943. Coenonycha mediata ingår i släktet Coenonycha och familjen Melolonthidae. Inga underarter finns listade i Catalogue of Life.